# 알리 맙쿠트
알리 아흐메드 맙쿠트 모흐센 옴란 알하제리(아랍어: علي احمد مبخوت محسن عمران الهاجري, 1990년 10월 5일~)는 아랍에미리트의 축구 선수로 현재 알자지라 클럽에서 공격수로 활약하고 있으며 2010년 아시안 게임 은메달리스트이자 아랍에미리트 국가대표팀 역사상 국제 A매치 최다 득점 기록 보유자이다.

## 클럽 경력

### 알자지라 클럽
2008년 자국 리그인 UAE 프로리그의 알자지라 클럽 입단 후 현재까지 알자지라의 원클럽맨으로 활약하는 동안 리그 3회 우승(2010-11, 2016-17, 2020-21) 및 3회 준우승(2008-09, 2009-10, 2014-15)과 2번의 리그 3위(2012-13, 2013-14), UAE 프레지던트컵 3회 우승(2010-11, 2011-12, 2015-16), UAE 리그컵 1회 우승(2009-10) 및 2회 준우승(2013-14, 2014-15)과 6번의 4강 진출(2008-09, 2011-12, 2016-17, 2019-20, 2021-22, 2022-23), 3번의 AFC 챔피언스리그 16강(2012, 2014, 2018), 2017년 FIFA 클럽 월드컵 4위, UAE 슈퍼컵 1회 우승(2021) 및 4회 준우승(2011, 2012, 2016, 2017) 등의 굵직한 성과들을 남겼으며 2022-23 시즌 현재까지 공식전 409경기 246골을 기록하고 있다.

## 국가대표팀 경력

### 아랍에미리트 청소년 대표팀
2008년부터 2012년까지 아랍에미리트 U-20 대표팀과 U-23 대표팀 소속으로 26경기 15골을 터뜨리며 U-23 대표팀의 2010년 GCC U-23 챔피언십 우승, 2010년 아시안 게임 은메달, 사상 첫 올림픽 본선 진출 등을 이끌었다.

### 아랍에미리트 A대표팀
2009년 11월 15일 체코와의 친선 경기에서 국제 A매치 데뷔전을 치른 후 2012년 10월 16일 바레인과의 친선 경기에서 A매치 데뷔골을 무려 포트트릭으로 장식하며 팀의 6-2 대승을 이끌었다.
그 뒤 2015년 AFC 아시안컵 본선에서 6경기 5골을 터뜨리는 맹활약으로 득점왕에 오르며 팀의 3위 입상을 이끌었고 자국에서 열린 2019년 AFC 아시안컵 본선에서도 6경기 4골을 터뜨리며 팀의 2회 연속 아시안컵 4강 진출을 견인했다.
그리고 2022년 FIFA 월드컵 아시아 지역 2차 예선 G조 8경기에서 11골을 터뜨리며 2회 연속 월드컵 아시아 지역 최종 예선 진출을 이끌었고 이후 최종 예선에서도 10경기 3골을 기록하며 아시아 지역 예선 플레이오프 진출에 기여했다.

## 같이 보기
- A매치 100경기 이상 출전한 축구 선수 명단